# Joseph Vander Linden
Ne doit pas être confondu avec Joseph van der Linden d'Hooghvorst.
Joseph Vander Linden, né à Bruxelles le 22 mars 1798, où il est mort le 27 novembre 1877 (inhumé au cimetière de Laeken), est un des membres du Gouvernement provisoire de Belgique durant la révolution belge de 1830 qui provoqua la scission du royaume uni des Pays-Bas.

## Biographie
Joseph Vander Linden est le fils d'un notaire bruxellois Jean-Baptiste Vander Linden et de Catherine De Waefelaer.
Le 26 septembre 1830, après que l'armée du royaume uni des Pays-Bas s'est repliée hors de Bruxelles, une « Commission Administrative »  est immédiatement créée à l'hôtel de Ville de Bruxelles. Vander Linden en devient le trésorier et le secrétaire de cet premier embryon d'administration, qui quelques jours plus tard adopte le nom de Gouvernement provisoire, dont le premier objectif est de rétablir l'ordre et de négocier avec l'armée officielle. Il y travaille au secrétariat en collaboration avec Joseph-Ferdinand Toussaint.
En 1835, il épouse Sylvie De la Rue, la veuve du peintre Joseph Odevaere.
Après l'indépendance, en 1840, Vander Linden devient directeur du Trésor d'abord à Bruges puis à Mons.
Il est élu en 1846 à Bruges en qualité de conseiller communal libéral. 
Joseph Vander Linden est représenté sur le célèbre tableau représentant le Gouvernement provisoire où il figure à côté du baron Emmanuel Van der Linden d'Hooghvorst — frère d'un presque homonyme Joseph van der Linden d'Hooghvorst (1782-1846) —, membre du Congrès national de Belgique.